# جکسون‌ها (آلبوم)
جکسون‌ها (انگلیسی: The Jacksons) یازدهمین آلبوم استودیویی جکسون‌ها است، اولین آلبوم گروه برای اپیک رکوردز و با نام «جکسون‌ها»، پس از هفت سال تصدی آن‌ها در موتاون به‌عنوان «جکسون فایو».